# SUPA
SUPA는 대한민국의 음악 그룹이다. 2016년 싱글 《Supa》로 데뷔했다.

## 방송
- 스타킹

## 음반
- Supa (2016)
- 도도하지만 (2017)